# Marek Pyś
Marek Pyś (ur. 21 lutego 1951) – polski aktor.

## Życiorys
W roku 1976 zdał egzamin eksternistyczny (dla aktorów dramatu). Rozpoznawalność przyniosły mu charakterystyczne role Wujka Władka oraz wielu postaci epizodycznych w Świecie według Kiepskich a także Zenona Łazanka w Pierwszej miłości. W serialu Świat według Kiepskich grał regularnie postać Stanisława Kolędy, kolegi Kazimierza Badury ze złomowiska. W obu serialach występuje w duecie z Lechem Dyblikiem.
Ma młodszego brata, Jacka.

## Filmografia
- 1973: Przyjęcie na dziesięć osób plus trzy – robotnik
- 1979: Iwanow (spektakl telewizyjny) – gość
- 1986: Wigilia (etiuda szkolna) – obsada aktorska
- 1987: Kredą rysowane – obsada aktorska
- 1988: Niezwykła podróż Baltazara Kobera – pajac
- 1988: Mistrz i Małgorzata – Behemot, członek świty Wolanda
- 1990: Zabić na końcu – obsada aktorska
- 1991: Pogranicze w ogniu – obsada aktorska (odc. 12)
- Świat według Kiepskich
  - 2002: Dziki (odc. 133)
  - 2003: szaman (odc. 139)
  - 2004: profesor Iwan Niczypuruk Jebiewdenko (odc. 184)
  - 2004: rolnik (odc. 168)
  - 2005: wujek Władek (odc. 194, 200, 226)
  - 2007: Rajmund Bączek (odc. 247)
  - 2008: strażnik (odc. 304)
  - 2008: wujek Władek (odc. 296)
  - 2009: wujek Władek (odc. 321)
  - 2010: wujek Władek (odc. 326)
  - 2010: przechodzeń (odc. 340)
  - 2010: Kobielak (odc. 344)
  - 2010: chłop (odc. 345)
  - 2010: mężczyzna (odc. 350)
  - 2011: wujek Władek (odc. 353, 362, 364)
  - 2011: Bocianowski (odc. 366)
  - 2011: szczur (odc. 370)
  - 2012: wypychacz zwierząt (odc. 389)
  - 2012: chłop (odc. 403)
  - 2013: złomiarz (odc. 329)
  - 2013: Gorzelak (odc. 409)
  - 2013: jasnowidzący Pawełek (odc. 418)
  - 2013: kościelny (odc. 429)
  - 2013, 2015: kościelny (odc. 437, 456, 472, 478, 465)
  - 2014: strażnik (odc. 444)
  - 2014: Menel (odc. 445)
  - 2015: ministrant (odc. 475)
  - 2015: Arab (odc. 479)
  - 2015: grabarz (odc. 467)
  - 2016: wujek Władek (odc. 509, 511)
  - 2015–2021: Stanisław Kolęda
- 2005, od 2010: Pierwsza miłość – Zenon Łazanek
- 2011: Pod złotym Lwem (etiuda szkolna) – obsada aktorska
- 2011: Instynkt (serial telewizyjny) – Sylwester (odc. 5)
- 2012: TIWI (etiuda szkolna) – obsada aktorska
- 2012: Muka! (etiuda szkolna) – portier
- 2012: Kiedy ranne wstają zorze (etiuda szkolna) – kombatant
- 2013: Śliwowica (film) – Zenon Łazanek
- 2013: Fryzjer męski (etiuda szkolna) – fryzjer
- 2013: Człowiek bez własności (etiuda szkolna) – dróżnik
- 2014: Lekarze – bezdomny Bolesław (odc. 43)
- 2014: Larp (etiuda szkolna) – karczmarka
- 2015: Powidok (etiuda szkolna) – Zenon Ciosek
- 2015: Między torami (etiuda szkolna) – obsada aktorska
- 2016: Szczękościsk (etiuda szkolna) – Ireneusz Pieczara
- 2017: Zgoda – więzień
- 2017: Pustkowie (etiuda szkolna) – Adam
- 2021: Chyłka – Inwigilacja – menel
- 2023: 1670 – starszy chłop